# San Marino na Letnich Igrzyskach Olimpijskich 1968
Reprezentacja San Marino na Letnich Igrzyskach Olimpijskich 1968 w Meksyku składała się z czterech sportowców.
Był to drugi start San Marino jako niepodległego państwa na letnich igrzyskach olimpijskich. Wcześniej startowali w 1960 w Rzymie, natomiast nie startowali w 1964.

## Reprezentanci

### Strzelectwo
- Leo Franciosi Trap mężczyzn (42 miejsce).
- Salvatore Pelliccioni Trap mężczyzn (45 miejsce)

### Kolarstwo
- Gerard Lettoli jazda indywidualna na czas mężczyzn (60 miejsce).
- Enzo Frisoni jazda indywidualna na czas mężczyzn (61 miejsce).